# Ulsan Munsu Football Stadium
L'Ulsan Munsu Football Stadium (울산 문수 축구경기장) è un impianto sportivo di calcio di Ulsan, in Corea del Sud.
Inaugurato nell'aprile 2001, ospita le partite casalinghe dell'Ulsan HD.

## Storia
I lavori di costruzione dell'impianto si sono svolti dal 18 dicembre 1998 al 28 aprile 2001, per un costo complessivo di 151,5 miliardi di won (circa 116,5 milioni di dollari). La sua capienza massima è di 44 102 spettatori. È presente anche uno stadio ausiliario da 2 590 posti a sedere.
Ha ospitato tre partite del campionato del mondo 2002. 

## Incontri internazionali
Durante il campionato del mondo 2002 si sono disputate in questo stadio le seguenti gare:
- Uruguay -  Danimarca 1-2 (gruppo A) il 1º giugno
- Brasile -  Turchia 2-1 (gruppo C) il 3 giugno
- Germania -  Stati Uniti 1-0 (quarti di finale) il 21 giugno

Nel 2003 si è disputato in questo stadio il derby tra le due Coree, vinto dalla Corea del Sud per 3-1.